# Coscinesthes salicis
Coscinesthes salicis är en skalbaggsart som beskrevs av J. Linsley Gressitt 1951. Coscinesthes salicis ingår i släktet Coscinesthes och familjen långhorningar. Inga underarter finns listade i Catalogue of Life.